# ベオグラード包囲戦 (1717年)
ベオグラード包囲戦（ドイツ語: Belagerung von Belgrad）は、墺土戦争における戦闘の一つで、1717年7月16日から8月17日まで現在のセルビアの首都ベオグラードにおいて、オーストリア（ハプスブルク帝国）軍とオスマン帝国軍との間で行われた包囲戦。外側でもオーストリアの包囲軍とオスマン帝国の救援軍が衝突、激戦となった。

## 経過

### ベオグラード包囲
1716年のペーターヴァルダインの戦いでプリンツ・オイゲン率いるオーストリア軍は大勝利を飾り、前線基地ペーターヴァルダインの救援を果たしたが、主目的であるベオグラードはドナウ川とサヴァ川の合流地点にあり、両川に挟まれた都市で東と北はドナウ川、西はサヴァ川に阻まれているため、軍船が不足していたオーストリア軍はこの時点では包囲出来ず、代わりに北上してトランシルヴァニアへ進軍、バナトとティミショアラを制圧してドナウ川北岸を平定、一旦オーストリアへ帰国した。
帰国したオイゲンは艦隊建造に着手、ガレー船10隻を中心とする艦隊が完成、バイエルン選帝侯マクシミリアン2世を始めとする神聖ローマ帝国諸侯から派遣された援軍を加えて軍隊増強に努めた。ただし、ロシアのツァーリ・ピョートル1世からの参戦要請は彼がバルカン半島に影響を及ぼす恐れから断っている。
5月14日にオイゲンはオーストリア軍10万人を率いてウィーンを出発、21日にセルビアのフトグに到着すると、兵隊をドナウ川に浮かべた艦隊に乗せてベオグラードへ向けて出航、6月15日にベオグラード北東のパンチェヴォに到着すると沿岸のオスマン帝国軍を船からの砲撃と陸軍の上陸で追い出し、ベオグラード南方を陣地として包囲に取り掛かった。補給対策として東・北のドナウ川と西のサヴァ川に船橋を架けてティミショアラとペーターヴァルダインの連絡路を確保、同時にベオグラードの籠城軍を外部から遮断した。
ベオグラードは水陸双方からの砲撃を浴びたが、守備隊長のムスタファ・パシャは3万の兵で必死に持ちこたえ、本国からの救援を待っていた。オスマン帝国からは大宰相ハジ・ハリル・パシャが15万の大軍を連れてベオグラードの救援に向かい、7月28日にベオグラードに到着すると南の丘と東の高台に布陣、それぞれの場所から砲台を設置して包囲軍への砲撃を開始した。オーストリア軍は2方向からの砲撃にさらされ、赤痢の流行で被害が増加して7万に減少、8月15日に軍議を開いたオイゲンは一か八かの決戦を仕掛けることを発表、1万をベオグラードの監視と包囲の継続に置き、残りの6万を率いて夜の内に救援軍の陣地へ進軍していった。

### 城外の決戦

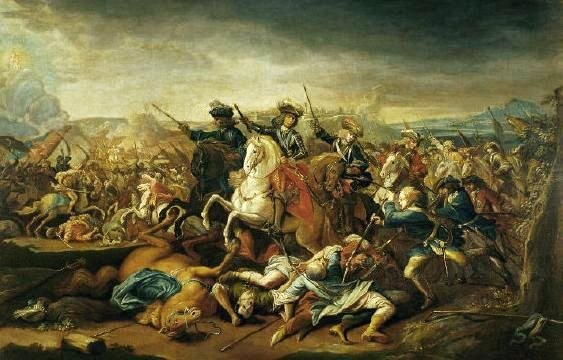
ベオグラードの戦いにおけるプリンツ・オイゲン（ヨハン・ゴットフリート・アウエルバッハ画）

8月16日未明、濃霧の中で両軍が遭遇したことにより戦闘が始まった。オーストリア軍は左翼の騎兵部隊を丘の上に待機させ、右翼の騎兵部隊は平原に展開、中央の歩兵部隊は2つに分けた上で予備隊を控えさせた。オスマン帝国軍は左翼に歩兵とタタール人騎兵隊を設置、右翼はイェニチェリ、中央は歩兵隊で構成されていた。
右翼は前進して敵の左翼を攻撃、中央前列の右側の部隊も引き摺られる形で攻撃に移った。しかしこのために中央が左右2つに割れてしまい、敵の中央部隊に間隙を突かれて分裂の危機に陥ったが、オイゲンが後列部隊と予備部隊を投入したため持ち堪えた。左翼は敵右翼のイェニチェリを撃破して丘を確保、日が昇り霧が晴れるとオイゲンは左翼に奇襲を命じた。左翼はオスマン帝国軍を奇襲、不意を突かれたオスマン帝国軍は総崩れとなり9時にニシュへ敗走していった。この戦いでオーストリア軍の損害は死傷者5000人、オスマン帝国軍は20000人に達した。
ベオグラードの籠城軍は救援軍の敗北で戦意を喪失して翌日の17日に降伏、兵士と城中の住民達は退去していった。オーストリア軍はベオグラードと大量の弾薬・大砲を手に入れたが、砲撃で廃墟と化していたため再建が検討され、戦後復興に伴うドイツ人植民に繋がった。

## 戦後
ベオグラードにおける勝利はヨーロッパ各国を驚嘆させ、10月に帰国したオイゲンは神聖ローマ皇帝カール6世から記念として短剣を送られ、彼を称えた『気高きプリンツ・オイゲン』と題する軍歌が誕生した。以後目立った戦闘は起こらず両国との間で和睦交渉が始まり、翌1718年7月21日にイギリスとオランダの仲介でパッサロヴィッツ条約が調印された。オーストリアはベオグラードを含むセルビアの北部とティミショアラを含むワラキアの一部とバナトを獲得、オーストリアの商人がオスマン帝国での商業を許されるカピチュレーションも認められ最盛期を迎えた。
調印後はスペインがイタリアに出兵して四カ国同盟戦争が起こり、オーストリアはイギリス・オランダと共に新たな戦争に参戦していった。バルカン半島内で獲得した新領土には復興を掲げドイツ人植民を奨励、ベオグラードでは成功しなかったが、ティミショアラでは植民が成功を収め経済発展を遂げていった。オイゲン死後の1737年に起きたロシア・オーストリア・トルコ戦争でベオグラードは1739年の包囲戦でオスマン帝国に奪回され、同年のベオグラード条約でオスマン帝国領に戻ったが、ティミショアラはオーストリア領に留まり東方における重要拠点となっていった。